# Artur Tur

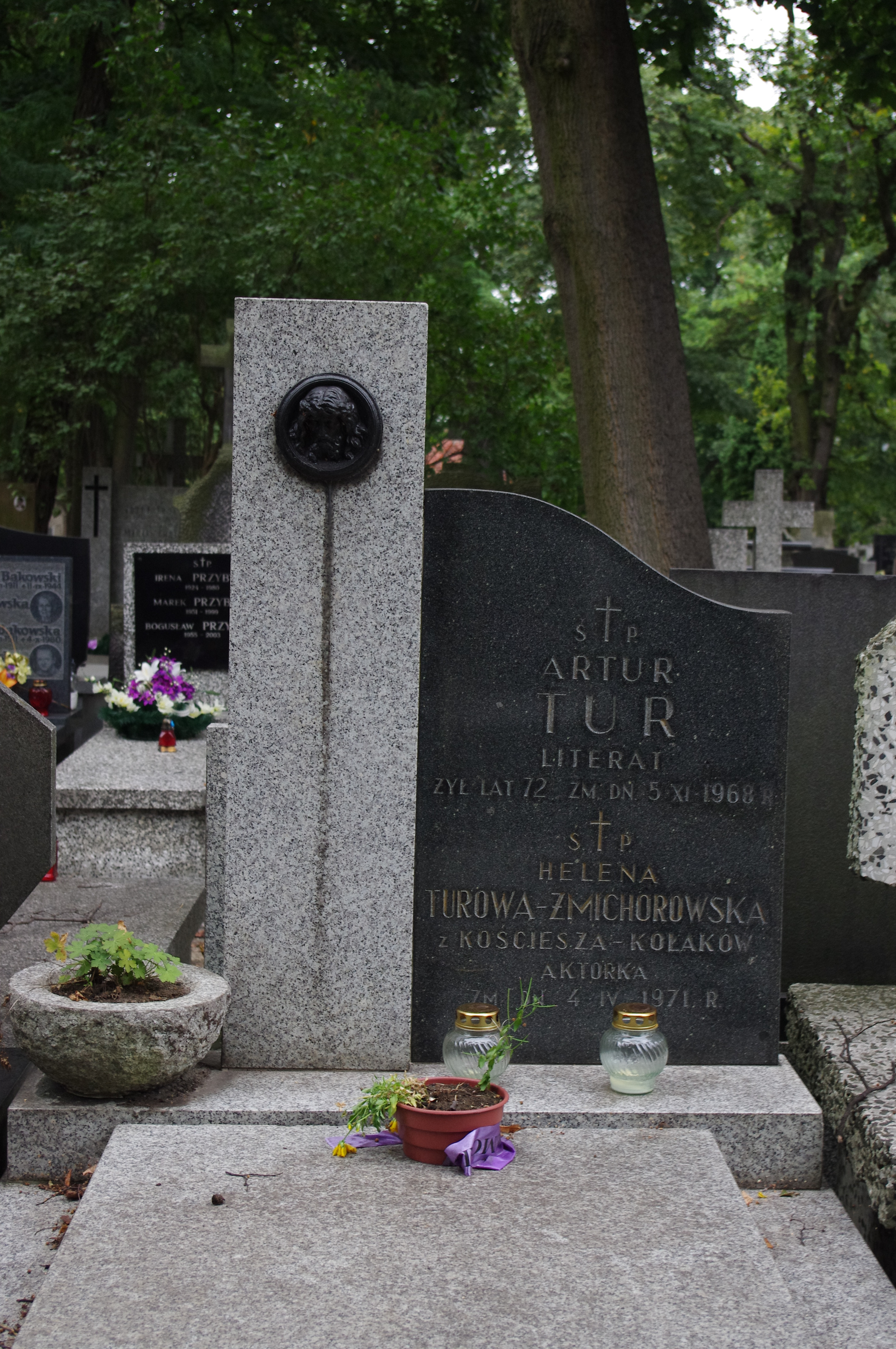
Grób literata Artura Tura i jego żony aktorki Heleny Żmichorowskiej na cmentarzu Bródnowskim w Warszawie

Artur Tur, także Artur Tur-Kozłowski, właśc. Artur Cwibak (ur. 7 kwietnia 1894 w Warszawie, zm. 5 listopada 1968 tamże) – polski poeta, autor piosenek i tekstów kabaretowych.

## Życiorys
Urodził się w rodzinie Jana i Heleny Cwibaków. Karierę rozpoczął w 1918, kiedy zaczął tworzyć teksty kabaretowe dla Teatru Sfinks, którego do 1921 był kierownikiem literackim. W 1921 Sfinks został rozwiązany. W sezonie 1926/1927 piastował to samo stanowisko w teatrze Eldorado, a dwa sezony później w Teatrze Mignon. Współpracował również z m.in. z kabaretami: Argus, Qui pro Quo, Miraż, Czarny Kot i Morskie Oko oraz z pismem satyrycznym „Karuzela”.
Podczas II wojny światowej zaczął używać przybranego nazwiska Kozłowski, czasami w formie Tur-Kozłowski.
Po zakończeniu wojny kierował Praskim Teatrem Rewii w Warszawie. Był współzałożycielem ZAiKSu i dyrektorem warszawskiego oddziału tej organizacji. Swoje wspomnienia zawarł w książce Dymek z papierosa. 
19 stycznia 1955 na wniosek Ministra Kultury i Sztuki został odznaczony Medalem 10-lecia Polski Ludowej. 
Od 1931 był mężem aktorki i śpiewaczki Heleny Żmichorowskiej z domu Kołak (1906–1971).
Zmarł w Warszawie, pochowany 9 listopada 1968 na cmentarzu Bródnowskim (kwatera 11B-6-9).

## Znane utwory
- Biedroneczki są w kropeczki (muz. Adam Markiewicz, wyk. Katarzyna Sobczyk)
- Cały Paryż szaleje (muz. Jerzy Petersburski)
- Niebieska chusteczka[6] (muz. Jerzy Petersburski, wyk. Mieczysław Fogg)
- Jesień (muz. Stanisław Miszczak)[7]
- Kto winien: ja czy ty? (muz. Aleksander Piotrowski)[7]
- Wiedeński walczyk (muz. Henryk Pewzner)[7]